# Портесуэло (Чили)
Портесуэло (исп. Portezuelo) — посёлок в Чили. Административный центр одноимённой коммуны. Население — 1750 человек (2002). Посёлок и коммуна входит в состав провинции Итата и области Ньюбле.
Территория коммуны — 282,3 км². Численность населения — 5222 жителя (2007). Плотность населения — 18,5 чел./км².

## Расположение
Посёлок расположен в 30 км на северо-запад от административного центра области — города Чильян.
Коммуна граничит:
- на севере — с коммуной Нинуэ;
- на северо-востоке — с коммуной Сан-Николас;
- на юго-востоке — с коммуной Чильян;
- на юго-западе — с коммуной Ранкиль;
- на западе — с коммуной Коэлему;
- на северо-западе — с коммуной Трегуако.

## Демография
Согласно сведениям, собранным в ходе переписи Национальным институтом статистики, население коммуны составляет 5222 человека, из которых 2678 мужчин и 2544 женщины.
Население коммуны составляет 0,26 % от общей численности населения области Био-Био. 66,81 % относится к сельскому населению и 33,19 % — городское население.